# Georges Labro
Pour les articles homonymes, voir Labro (homonymie).
Georges Labro, né le 13 janvier 1887 à Paris 10e et mort le 15 janvier 1981 à Paris 16e, est un architecte français de la première partie du XXe siècle.

## Biographie

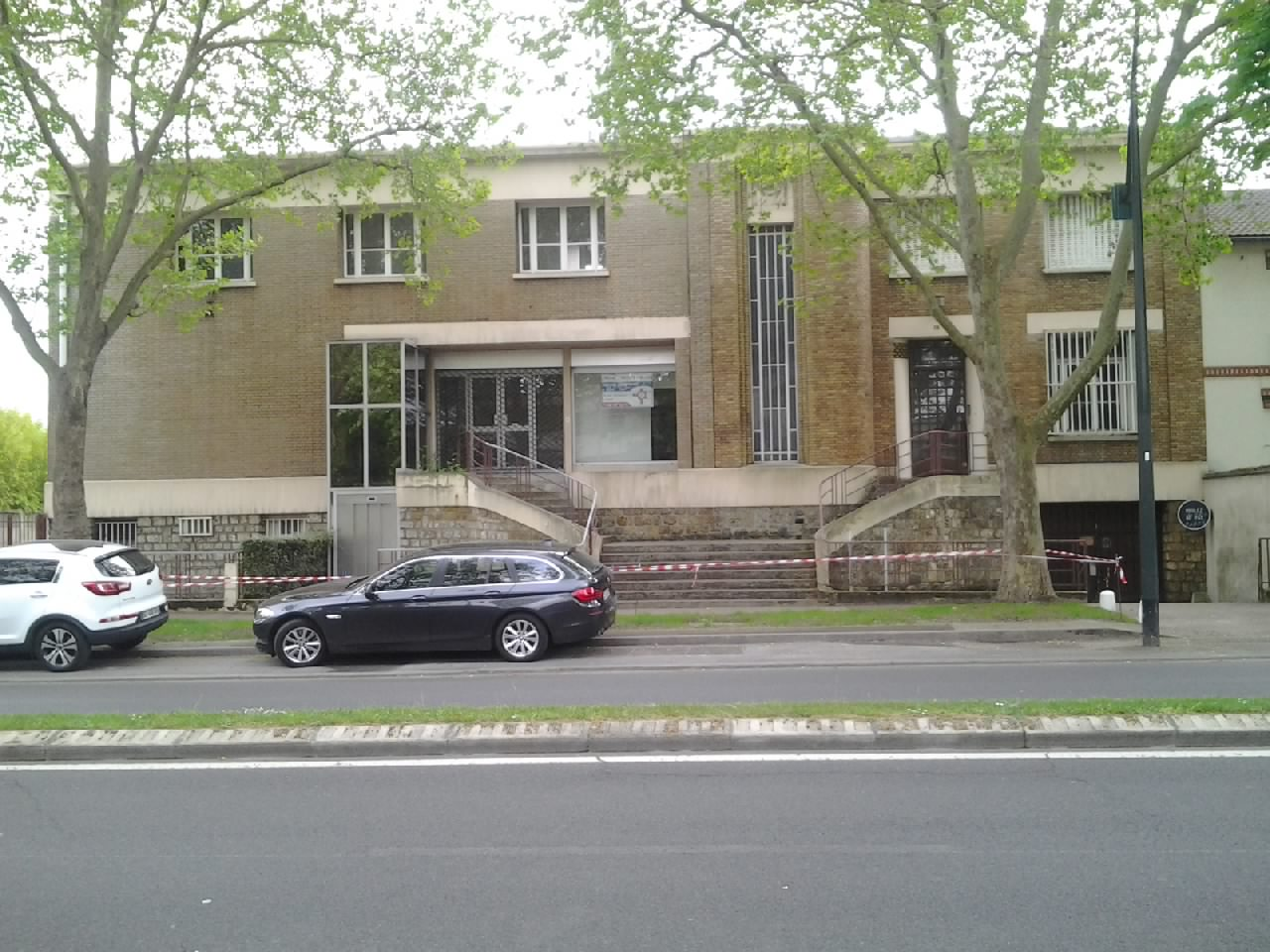
Le central téléphonique Princesse, conçu par Georges Labro (1931) - Le Vésinet (Yvelines), 27, boulevard Carnot, avril 2014.

Il est l'élève de Charles Lemaresquier et de Victor Laloux. En 1921, le second Grand Prix de Rome en architecture lui est décerné par l'Académie des beaux-arts.
Il imagine notamment, à la fin des années 1930, l'Aéroport Paris-Le Bourget au nord de la capitale. Cette aérogare, fruit d'un concours organisé par le ministère de l'Air en 1935 est inaugurée le 12 novembre 1937, à quelques jours de la fin de l'Exposition internationale.
Il est inhumé au cimetière du Père-Lachaise (division 97).